# Philipp August Groos
Philipp August Groos (* 22. Februar 1845 in Offenbach im Lahn-Dill-Kreis; † 23. April 1919 ebenda) war ein deutscher Bürgermeister und Abgeordneter des Provinziallandtages der Provinz Hessen-Nassau.

## Leben
Philipp August Groos war ein Sohn des Schultheißen (Bürgermeister) Conrad Groos (1813–1877) und dessen Ehefrau Margarethe Keßler (1812–1880). 
Von 1864 bis 1867 machte er eine Ausbildung zum Geometer und besuchte Fachschulen in Nastätten und Biebrich.
1869 wurde er zum Bürgermeister von Offenbach gewählt und hatte dieses Amt bis 1914 inne.
Von 1875 an war er Mitglied des Kreistages des Dillkreises und des Bezirksausschusses des Amtes Herborn. 
In den Jahren von 1880 bis 1884 war er für Johann Carl Grün und von 1885 bis 1916 für Balthasar Münch Mitglied des Nassauischen Kommunallandtages bzw. des Provinziallandtages der Provinz Hessen-Nassau, wo er ordentliches Mitglied des Landesausschusses und des Provinzialausschusses war.
Bei der Reichstagswahl 1890 engagierte er sich für die Nationalliberale Partei. 
Groos war außerdem Vertreter zur Genossenschaftsversammlung der Hessen-nassauischen Landwirtschaftlichen Berufsgenossenschaft.